# Reza Shah Pahlavi
Reżā Pahlavī (in persiano رضا پهلوی‎, chiamato Reza Scià il Grande dopo la morte; Alasht, 15 marzo 1878 – Johannesburg, 26 luglio 1944) è stato un generale iraniano e primo scià di Persia della dinastia Pahlavi, da lui creata.

## Biografia

### Infanzia
Reżā Shāh Pahlavī nacque nel 1878 nel villaggio di Alasht, nella contea di Savadkuh (provincia di Māzandarān), figlio del maggiore dell'esercito ʿAbbās ʿAlī Khān e di Noushafarin Ayromlou. La madre era una musulmana della Georgia (allora parte dell'Impero russo), la cui famiglia era immigrata in Persia dopo che questa era stata costretta a cedere tutti i suoi territori nel Caucaso a seguito delle guerre russo-persiane. Il padre era in servizio nel 7º reggimento Savadkuh ed aveva combattuto nella guerra anglo-persiana del 1856.

### Giovinezza
ʿAbbās ʿAlī Khān morì improvvisamente il 26 novembre 1878, quando Reżā aveva appena otto mesi; la madre si trasferì nella casa di suo fratello a Teheran. Si risposò nel 1879 e lasciò Reżā alle cure dello zio, il quale nel 1882 lo affidò alla famiglia di un caro amico, Vartan Gorguekoohi, ufficiale dell'esercito persiano. Raggiunti i sedici anni di età, Reżā entrò nella brigata persiana dei cosacchi. Nel 1903 svolse per qualche tempo l'incarico di attendente del console generale olandese in Persia Frits Knobel.
Servì anche nell'Esercito iraniano, in cui divenne specialista in artiglieria e ottenne il rango di sergente all'epoca del comando del principe Abdol Hossein Mirza Farmanfarma. Nel 1911, grazie a una brillante carriera militare, giunse al grado di tenente e nel 1912 quello di capitano; nel 1915 venne promosso al rango di colonnello. Divenne in seguito generale di brigata al comando della brigata cosacca, di cui faceva parte, e fu l'ultimo ufficiale a ricoprire questa carica e l'unico comandante iraniano nella storia del corpo, succedendo in tale posizione al colonnello russo Vsevolod Staroselskij, che aveva aiutato Reżā Khān ad ottenere tale posizione nel 1918.

### Ascesa al potere
Alla fine della prima guerra mondiale la Persia attraversava una fase di profonda crisi economica ed estrema debolezza politica. Nel 1919 i britannici tentarono di formalizzare un protettorato tramite l'accordo anglo-persiano, che tuttavia non entrò mai in vigore per le proteste popolari. La Persia risentiva anche gli effetti della rivoluzione bolscevica nel vicino Impero russo. Nel 1920 nella provincia settentrionale del Gilan vi fu uno sbarco sovietico e fu proclamata una Repubblica Socialista Sovietica Persiana indipendente (RSS Persiana). Nel febbraio del 1921 Reżā Khān Mīrpanj (in persiano رضا خان میرپنج‎; questo era il suo nome e grado) compì un colpo di Stato assieme al giornalista Żiyā al-Dīn Ṭabāʾṭabāʾī, che divenne primo ministro.
Reżā era un comandante militare che era progredito nei ranghi della Brigata cosacca, unica unità moderna dell'esercito persiano creata dai russi al tempo degli zar. Dopo la rivoluzione d'ottobre gli ufficiali russi si ritirarono ed egli assunse il comando della brigata, diventando noto come Reżā Khān Sardār Sepah (in persiano رضا خان سردار سپه‎).

Partendo con le sue truppe da Qazvin, 150 chilometri a ovest di Teheran, il generale Reżā Khān conquistò i punti nevralgici della capitale senza quasi incontrare resistenza e costrinse il governo a dimettersi.
Il suo primo incarico fu quello di comandante dell'esercito, che in seguito combinò con quello di ministro della guerra, assumendo allo stesso tempo il titolo di Sardār Sepah. Fino al 1923 ci furono premier civili, ma il futuro monarca incrementò presto i suoi poteri. Sul modello di Mustafa Kemal Atatürk in Turchia, Reżā Khān puntava al potere assoluto per poter imporre il suo modello di Stato. Nel 1923 divenne quindi primo ministro e subito dopo Ahmad Qajar, ultimo scià della dinastia Qajar, fu deposto e lasciò il paese per l'Europa. Il 12 dicembre 1925 il Majles dell'Iran, riunito come assemblea costituente, votò l'incoronazione di Reżā Khān a nuovo scià di Persia.
Tra i pochi deputati persiani che si opposero al cambio di dinastia e alla svolta assolutista vi furono l'ayatollah Modarres e Mohammad Mossadeq, futuro primo ministro. Dal matrimonio con Taj al-Moluk (1896 - 1982) nacque suo figlio e successore Mohammad Reza Pahlavi. Nel 1922 Reżā Khān si sposò per la terza volta, con Tūrān (Qamar al-Molk) Amīr Soleymānī (1904 - 1995), dalla quale ebbe un altro figlio: Gholam Reza; lo scià divorziò da lei poco dopo, nel 1923.

### Scià di Persia
Il 12 dicembre 1925 iniziò per la Persia una nuova era, quando Reżā Shāh fu proclamato re e il 25 aprile 1926 pose sul suo capo la corona imperiale iraniana. Allo stesso tempo suo figlio Moḥammed Reżā venne proclamato principe ereditario. Durante i sedici anni di regno di Reżā Shāh vennero costruite importanti strade e la ferrovia trans-iraniana, fu introdotto un sistema d'istruzione moderno e venne fondata l'Università di Teheran.
Per la prima volta si ebbe un invio sistematico di studenti iraniani in Europa, l'industrializzazione della nazione venne accelerata, i suoi conseguimenti furono grandi, ma a metà degli anni trenta lo stile di governo dittatoriale di Reżā Shāh provocò insoddisfazione nel Paese. Durante la sua ascesa al potere si era appoggiato al "clero" sciita, compiendo anche un simbolico pellegrinaggio sia a Qom sia nelle città sante di Najaf e Kerbela (in Iraq).
Le gerarchie sciite sostennero la sua incoronazione anche per il timore di derive repubblicane sul modello della Turchia, dove Mustafà Kemal aveva abolito il califfato ottomano (sunnita). Divenuto scià, Reżā abbandonò tuttavia l'alleanza col "clero" sciita e avviò varie campagne di modernizzazione e laicizzazione del Paese: nel 1936 proibì per decreto alle donne l'uso sia del chador sia del hijab, di qui la crescente opposizione da parte del clero militante guidato, fin al suo arresto, dall'ayatollah Modarres. 
Nel 1933 si scontrò con i britannici per il rinnovo della concessione petrolifera alla AIOC Anglo-Persian Oil Company e negli anni successivi iniziò a manifestare le sue simpatie per la Germania di Hitler, dal quale fu anche ricevuto con tutti gli onori insieme alla moglie; nel 1935 cambiò il nome ufficiale del Paese da Persia a Iran (il cui nome significa "terra degli ariani") e in seguito invitò a corte diversi eminenti nazisti.
Adducendo la preoccupazione che Reżā Shāh fosse in procinto di allineare la sua nazione ricca di petrolio con la Germania nazista, durante la seconda guerra mondiale il Regno Unito e l'Unione Sovietica lanciarono un ultimatum per l'espulsione dei residenti tedeschi e nel 1941 occuparono militarmente l'Iran. Egli fu costretto ad abdicare in favore del figlio Mohammad Reza Pahlavi. Secondo vari storici, il timore dell'influenza germanica fu solo un pretesto, mentre la vera ragione dell'invasione fu la necessità di aprire una via sicura di rifornimento militare all'Unione Sovietica, allora sotto attacco da parte della Germania nazista.

### Esilio e morte
Reżā Shāh andò in esilio prima a Mauritius e quindi a Johannesburg, in Sudafrica, dove morì nel 1944. La sua salma è stata ospitata per un breve periodo nella moschea di al-Rifāʿī, al Cairo, dove attualmente è sepolto suo figlio, l'ultimo scià Mohammad Reza Pahlavi, che morì nella capitale egiziana nel 1980. Dopo la seconda guerra mondiale la sua salma tornò in patria e venne sepolta nel mausoleo a lui dedicato vicino a Teheran.
Nel 1979, durante la rivoluzione iraniana, il mausoleo è stato distrutto e la sua salma è andata perduta fino al 23 aprile 2018, quando è stata ritrovata.

## Matrimoni e discendenza
Reza Shah praticava la poligamia ed ebbe quattro mogli, di cui due in contemporanea, che gli diedero un totale di undici figli, sette maschi e quattro femmine:
- Nel 1895, sposò sua cugina Tajmah Maryam Savadkoohi, che morì nel 1911. Da lei ebbe una figlia:
  - Principessa Fatemeh Hamdamsaltaneh Pahlavi (22 febbraio 1903 - 1 gennaio 1992). Sposò Hadi Atabay ed ebbe da lui due figli e una figlia: Amir Reza, Cyrus e Simine Atabay.
- Nel 1916, sposò Tadj ol-Molouk (nata Nimtaj Ayromlou), che fu l'unica a venire nominata regina consorte, in quanto moglie primaria. Da lei ebbe due figli e due figlie:
  - Principessa Shams Pahlavi (28 ottobre 1917 - 29 febbraio 1996), si sposò due volte, con discendenza dal secondo matrimonio.
  - Mohammad Reza Shah Pahlavi (26 ottobre 1919 - 27 luglio 1980), fratello gemello di Ashraf, secondo sovrano dei Pahlavi e ultimo Shah di Persia come Reza II. Si sposò tre volte, rispettivamente con Fawzia d'Egitto, Soraya Esfandiary Bakhtiari e Farah Diba, con discendenza dal primo e terzo matrimonio.
  - Principessa Ashraf Pahlavi (26 ottobre 1919 – 7 gennaio 2016), sorella gemella di Mohammad Reza. Si sposò tre volte, con discendenza dai primi due matrimoni.
  - Principe Ali Reza Pahlavi (1 maggio 1922 – 17 ottobre 1954). Studiò scienze politiche ad Harvard e dichiarò di aver sposato, il 16 novembre 1946 a Parigi, Christiane Cholewska, una divorziata che aveva già un figlio, Joachim Christian Philippe (15 settembre 1941) tuttavia non esiste prova documentale del loro matrimonio. Ebbero un figlio, Patrick Ali Pahlavi (1 settembre 1947), e divorziarono nel 1948. Ali morì in un incidente aereo sui monti Elburz e suo figlio fu escluso dalla successione.
- Nel 1922, sposò Turan Amirsoleimani (nata Qamar ol-Molouk), da cui divorziò nel 1923. Da lei ebbe un figlio: 
  - Principe Gholam Reza Pahlavi (15 maggio 1923 – 7 maggio 2017). Si sposò due volte, con discendenza da entrambi i matrimoni.
- Nel 1923, sposò Esmat Dowlatshahi, che divenne la sua moglie favorita. Da lei ebbe quattro figli e una figlia:
  - Principe Abdul Reza Pahlavi (19 agosto 1924 - 11 maggio 2004). Si sposò una volta, con discendenza.
  - Principe Ahmad Reza Pahlavi (27 settembre 1925 – 1981). Si sposò due volte, con discendenza da entrambi i matrimoni.
  - Principe Mahmoud Reza Pahlavi (5 ottobre 1926 - 15 marzo 2001). Si sposò due volte, senza discendenza.
  - Principessa Fatemeh Pahlavi (30 ottobre 1928 – 27 maggio 1987). Si sposò due volte, con discendenza da entrambi i matrimoni.
  - Principe Hamid Reza Pahlavi (4 luglio 1932 – 12 luglio 1992). Si sposò tre volte, con discendenza da tutti e tre i matrimoni.